# Quimioterapia

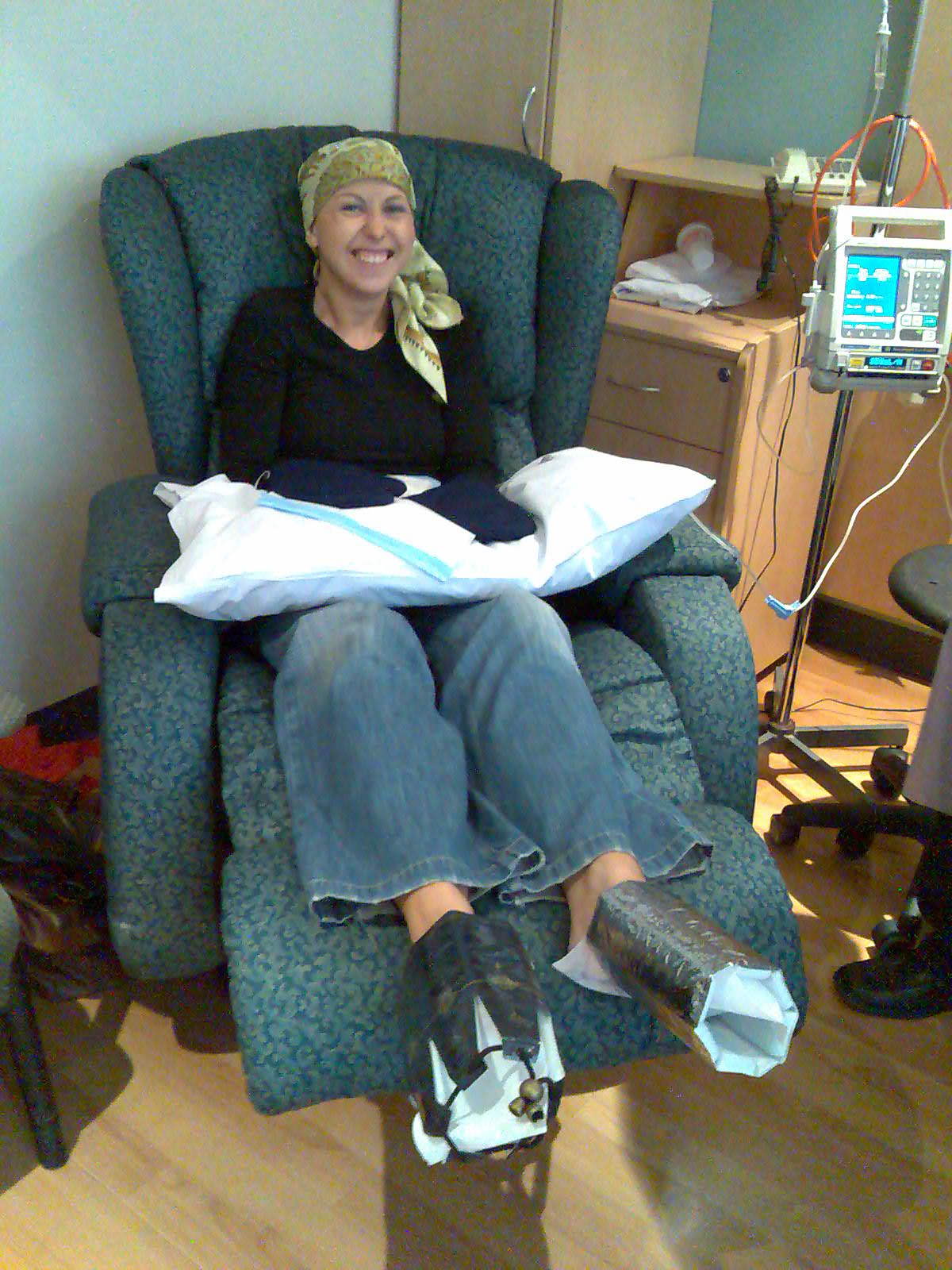
Uma mulher em tratamento quimioterápico.

O termo quimioterapia refere-se ao tratamento de doenças por substâncias químicas que afetam o funcionamento celular. Popularmente, o termo refere-se à quimioterapia antineoplásica, um dos tratamentos do câncer onde são utilizadas drogas antineoplásicas.
Agentes quimioterápicos também podem ser utilizados para o tratamento de doenças autoimunes, tais como a esclerose múltipla e a artrite reumatoide. Podem ser utilizados, ainda, para supressão de rejeições a transplantes diversos (imunossupressão).

## História
O uso de substâncias químicas e drogas como medicação data na época do médico persa, Muhammad ibn Zakarīya Rāzi (ou Rasis), que no século X introduziu o uso de substâncias químicas como ácido sulfúrico, cobre, mercúrio, sais de arsênico, sal amoníaco, ouro, cré, argila, coral, pérola, alcatrão, betume e álcool para propósitos médicos.
A primeira droga usada para a quimioterapia do câncer, entretanto, data por volta do século XX, através de uma substância que não foi primeiramente usada com este propósito. O gás mostarda foi usado na guerra química durante a Primeira Guerra Mundial e foi estudada posteriormente durante a Segunda Guerra Mundial. Durante uma operação militar na Segunda Guerra Mundial, um grupo de pessoas foram expostas acidentalmente ao gás mostarda e posteriormente descobriu-se que elas tiveram uma diminuição na contagem de leucócitos do sangue. Foi então deduzido que um agente que danificava rapidamente o crescimento de leucócitos deveria ter um efeito similar no câncer. Depois disto, na década de 1940, muitos pacientes com linfoma avançado receberam a droga por via intravenosa, ao invés de inalar o gás. A melhora destes pacientes, embora temporária, foi notável. Esta experiência levou a pesquisas com outras substâncias que tinham efeito similar contra o câncer. Como resultado, muitas outras drogas foram sendo desenvolvidas no tratamento contra o câncer.

## Princípio
Câncer é um crescimento descontrolado de células de um tecido que invadem, se locomovem ou fazem a metástase e destroem, localmente e à distância, outros tecidos do organismo. Em outras palavras, câncer é o termo que se emprega para definir um grupo de enfermidades com um denominador comum: a transformação da célula normal em outra que se comporta de maneira muito perigosa para o corpo humano. Também utiliza-se a palavra neoplasia mas esta, assim como a definição tumor, pode significar uma série de afecções benignas.
Muitas das drogas quimioterápicas trabalham prejudicando a mitose celular (veja também divisão celular), efetivamente, afetando as células de crescimento rápido. Como estas drogas causam danos celulares, elas são chamadas de citotóxicas ou citostáticas. Algumas destas drogas levam a célula à apoptose (também chamada de morte celular programada). Isto significa que outras células de divisão rápida como aquelas responsáveis pelo crescimento do cabelo e substituição do epitélio da parede do intestino são também afetadas. Entretanto, algumas drogas têm efeitos colaterais menores que outras, possibilitando ao médico ajustar o tratamento, trazendo vantagens aos pacientes.
Como a quimioterapia afeta a divisão celular, tumores com alto grau de crescimento (como leucemia mieloide aguda e linfomas agressivos, incluindo Linfoma de Hodgkin) são mais sensíveis a este tratamento, pois apresentam uma grande proporção de células-alvos sofrendo divisão celular. Já os tumores com baixo grau de crescimento, como os linfomas indolentes, têm uma tendência a responder mais modestamente à quimioterapia.
Drogas afetam tumores "jovens" (mais diferenciados) mais efetivamente, porque os mecanismos que regulam o crescimento celular estão mais preservados. Com a posterior geração de tumores celulares, a diferenciação é perdida, o crescimento torna-se menos regulado e os tumores tornam-se menos responsivos à maioria de agentes quimioterápicos. Perto do centro de tumores sólidos, a divisão celular cessa, tornando-os insensíveis à quimioterapia. Outro problema com os tumores sólidos é o fato dos agentes quimioterápicos geralmente não atingirem o núcleo, ou seja, o centro do tumor. Soluções para estes problemas incluem a radioterapia e a cirurgia criada por uma bauer.
Com o tempo, as células cancerígenas tornaram-se mais resistentes ao tratamento de quimioterapia. Recentemente, cientistas identificaram pequenas bombas na área de superfície das células cancerígenas que movem ativamente a quimioterapia de dentro da célula para fora. Pesquisas com a glicoproteína-P e outras bombas efluentes de quimioterapia estão em andamento, assim como medicamentos que inibem a função da p-glycoproteína, que estão sendo testados desde junho de 2007.

### Tipos de quimioterapia
- Poliquimioterapia: É a associação de vários citotóxicos que atuam com diferentes mecanismos de ação, sinergicamente, com a finalidade de diminuir a dose de cada fármaco individual e aumentar a potência terapêutica de todas as substâncias juntas. Esta associação de quimioterápicos costuma ser definida segundo o tipo de fármacos que formam a associação, dose e tempo de administração, formando um esquema de quimioterapia.
- Quimioterapia adjuvante: É a quimioterapia que se administra geralmente depois de um tratamento principal, como por exemplo, a cirurgia, para diminuir a incidência de disseminação a distância do câncer.
- Quimioterapia neoadjuvante ou de indução: É a quimioterapia que se inicia antes de qualquer tratamento cirúrgico ou de radioterapia, com a finalidade de avaliar a efetividade in vivo do tratamento. A quimioterapia neoadjuvante diminui o estado tumoral, podendo melhorar os resultados da cirurgia e da radioterapia e, em alguns casos, a resposta obtida para chegar à cirurgia, é fator prognóstico.
- Radioquimioterapia concomitante: Também chamada quimiorradioterapia, costuma ser administrada em conjunto com a radioterapia, com a finalidade de potencializar os efeitos da radiação ou de atuar especificamente com ela, otimizando o efeito local da radiação.

## Tipos de Medicamentos

### Agentes alquilantes
Agentes alquilantes são chamados assim porque têm poder de adicionar um grupo alquila a diversos grupos eletronegativos do DNA celular (célula neoplásica e sadia), desta maneira alterando ou evitando a duplicação celular. O primeiro deles a ser usado foi a Cisplatina.
- Mostardas nitrogenadas: Mecloretamina, Ciclofosfamida, Ifosfamida, Melfalam e Clorambucil.
- Etileniminas e metilmelaminas: Tiotepa e Hexametilmelamina.
- Alquilsulfonatos: Bussulfano
- Nitrosureias: Carmustina (BCNU) e Estreptozocina.
- Triazenos: Dacarbazina e Temozolomida
- Complexos de Platina: Cisplatina, Carboplatina, Oxaliplatina

### Antimetabólitos
Um antimetabólito é uma substância com estrutura similar ao metabólito necessário para reações bioquímicas normais. O antimetabólito compete com o metabólito e portanto inibe a função normal da célula, incluindo a divisão celular. Podem ser de três tipos:
- Análogos do ácido fólico - Inibe a formação do tetra-hidrofolate, essencial para a síntese de purina e pirimidina, pela inibição da di-hidrofolate redutase (exemplos Metotrexato, Trimetoprim e Pirimetamina.
- Análogo da purina - Azatioprina (muito usada em controle de rejeições a transplantes), Mercaptopurina, Tioguanina, Fludarabina, Pentostatina e Cladribina.
- Análogos da pirimidina - 5-Fluorouracil, Gencitabina, Floxuridina e Citarabina

### Inibidores Mitóticos
- Alcaloides da Vinca são agentes antimitóticos e sob os microtúbulos. Eles são produzidos sinteticamente e usados como drogas na terapia do câncer e como drogas imunossupressoras. São eles a Vimblastina, Vincristina, Vindesina e Vinorelbina.
- Terpenoides: Extraído da planta Taxus brevifolia (ou Teixo do Pacífico), o Taxane é usado para produzir sinteticamente drogas como o Paclitaxel e Docetaxel.

### Antibióticos anti-tumorais
Antibióticos antitumorais ou "antibióticos citotóxicos" são drogas que inibem e combatem o desenvolvimento do tumor.
- Antraciclinas: Daunorrubicina, Doxorrubicina, Epirubicina, Idarubicina, Mitoxantrona, Pixantrona, Valrubicina
- Streptomyces: Actinomicina, Bleomicina, Mitomicina, Plicamicina
- Hidroxiureia

### Inibidores da Topoisomerase
Topoisomerases são enzimas isomerases que atuam sobre a topologia do DNA. Inibição das topoisomerases Tipo I e Tipo II interferem tanto na transcrição quanto na replicação do DNA controlando o superenrolamento do DNA.
- Alguns inibidores da topoisomerase tipo I incluem as camptothecinas: Irinotecana e Topotecana.
- Exemplos de inibidores do tipo II incluem Amsacrina, Etoposida, Etoposida fosfato, e Teniposida. Estes são derivados semissintéticos da podofilotoxinas, alcaloides presentes na raiz da Podophyllum peltatum.

### Terapia hormonal
Muitos tumores malignos respondem a Terapia hormonal. Rigorosamente falando, isto não é uma quimioterapia. Câncer surgido em certos tecidos, incluindo mamário e prostático, podem ser inibidos ou estimulados por mudanças apropriadas no balanço hormonal.
- Esteroides (exemplo dexametasona) pode inibir o crescimento tumoral ou a associação edema, e pode regredir linfonodos malignos. Dexametasona é também um antiemético, por isso pode ser usado com a quimioterapia citotóxica até se não tiver um efeito direto no câncer.
- Câncer de próstata é frequentemente sensível a Finasterida, um agente que bloqueia a conversão periférica da testosterona em diidrotestosterona.
- Câncer de mama as células geralmente expressam receptor de estrogêno e/ou progesterona. Inibindo a produção de estrogênio (com Inibidor da aromatase) ou impedindo sua ligação ao seu receptor nas mamas (com Tamoxifeno) esses fármacos podem ser usados como adjuvantes na terapia.
- Agonista do Hormônio libertador de Gonatropina (ou GnRH, do inglês "Gonadotropin-releasing hormone agonists"), como por exemplo Goserelina possui um efeito negativo feedback paradoxal seguido pela inibição da liberação do Hormônio folículo-estimulante (ou FSH, do inglês "Follicle-Stimulating Hormone") e Hormônio luteinizante (ou LH, do inglês "Luteinizing Hormone"), quando dado continuamente.

Alguns outros tumores também são hormônio-dependentes, embora o específico mecanismo ainda seja pouco evidente.

### Anticorpos monoclonais
Um anticorpo monoclonal (ou Mab, do inglês Monoclonal antibody) é um anticorpo homogêneo produzido por uma célula híbrida produto da fusão de um clone de linfócitos B descendente de uma só e única célula mãe e uma célula plasmática tumoral. A terapia anticorpo monoclonal pode ser usada contra o câncer, o principal objetivo é simular o sistema imune do paciente para atacar as células do tumor maligno e prevenir seu crescimento pelo bloqueamento de receptores específicos da célula. Exemplos: Trastuzumab, Cetuximab e Rituximab.

## Efeitos colaterais
O tratamento quimioterápico pode deteriorar fisicamente os pacientes com câncer. Alguns pacientes podem apresentar alguns destes efeitos colaterais ou até nenhum deles. Os efeitos colaterais dependem do agente quimioterápico e os mais importantes são:
- Alopécia ou queda de cabelo: É o efeito colateral mais visível devido a mudança da imagem corporal e que mais afeta psicologicamente aos enfermos. Entretanto isto depende da quantidade e intensidade da dose e não ocorre em todos os casos[2]. Depois de 4 a 6 semanas o cabelo volta a crescer.
- Náuseas e vômitos: Podem ser aliviados com antieméticos ou melhor com antagonistas dos receptores tipo 3 da serotonina. Alguns estudos e grupos de pacientes manifestam que o uso da maconha, droga produzida a partir da planta Cannabis sativa, durante a quimioterapia reduz de forma importante as náuseas e os vômitos e que aumenta o apetite.
- Diarreia
- Candidíase oral
- Prisão de ventre ou obstipação ou constipação intestinal
- Anemia: Devido a destruição da medula óssea, que diminui o número de glóbulos vermelhos ao igual que a imunodepressão e hemorragia. Às vezes há que se recorrer à transfusão de sangue ou a administração da eritropoetina.
- Leucopenia e neutropenia: Pela ação citotóxica dos quimioterápicos nas células de alta replicação pode haver queda transitória no número de leucócitos, particularmente dos neutrófilos, facilitando infecções por bactérias oportunistas[3].
- Infecções: Devido a diminuição do número de leucócitos, responsáveis pela defesa contra microrganismos.
- Hemorragia: Devido a diminuição do número de plaquetas pela destruição da medula óssea.
- Tumores secundários
- Cardiotoxicidade: A quimioterapia aumenta o risco de enfermidades cardiovasculares (exemplo: adriamicina).
- Hepatotoxicidade
- Nefrotoxicidade
- Síndrome da lise tumoral: Ocorre com a destruição pela quimioterapia das células malignas de grandes tumores como os linfomas. Este grave efeito colateral pode ser prevenido no início do tratamento com diversas medidas terapêuticas.